# Letonia en los Juegos Paralímpicos de Tokio 2020
Letonia estuvo representada en los Juegos Paralímpicos de Tokio 2020 por siete deportistas, cuatro hombres y tres mujeres.

## Medallistas
El equipo paralímpico letón obtuvo las siguientes medallas:
| Nombre         | Deporte   | Evento                                       |
| -------------- | --------- | -------------------------------------------- |
| Oro            |           |                                              |
| —              |           |                                              |
| Plata          |           |                                              |
| Diāna Dadzīte  | Atletismo | Disco F55 femenino                           |
| Rihards Snikus | Hípica    | Doma individual «grado I» mixto              |
| Rihards Snikus | Hípica    | Doma individual estilo libre «grado I» mixto |
| Bronce         |           |                                              |
| Diāna Dadzīte  | Atletismo | Jabalina F56 femenino                        |
| Aigars Apinis  | Atletismo | Disco F52 masculino                          |